# スタンダードチャータード銀行ビル
スタンダードチャータード銀行ビル（スタンダードチャータードぎんこうビル、中国語: 渣打銀行大廈、英語: Standard Chartered Bank Building）は、香港中環に位置する、スタンダードチャータード銀行の香港本部および超高層ビルである。

## 歴史
このスタンダードチャータード銀行ビルは現在、第4世代である。第1世代は、元々位置していた接合部であるクイーンズロードセントラルとダデルストリートにあり、第2世代の建物は現在の場所に建設された。1987年3月に当時の用途が不十分だったため、第3世代の建物が解体され再建された。
パルマー・アンド・ターナーの建築家であるレモ・リバによって設計された。また、金門建築と西松建設の合併会社によって建設され、1989年3月21日に上部構造の補充式が行われた。
1990年5月30日、オープニングーセレモニーが銀行の会長だったロドニー・ガルピンと総裁だったデイヴィッド・ウィルソンによって行われ、正式にオープンした。建設費は6億香港ドルであった。
1992年、恒隆地産によって9億香港ドルで買収され、同社および親会社の恒隆集団もスタンダードチャータード銀行ビルの28階に入居している。

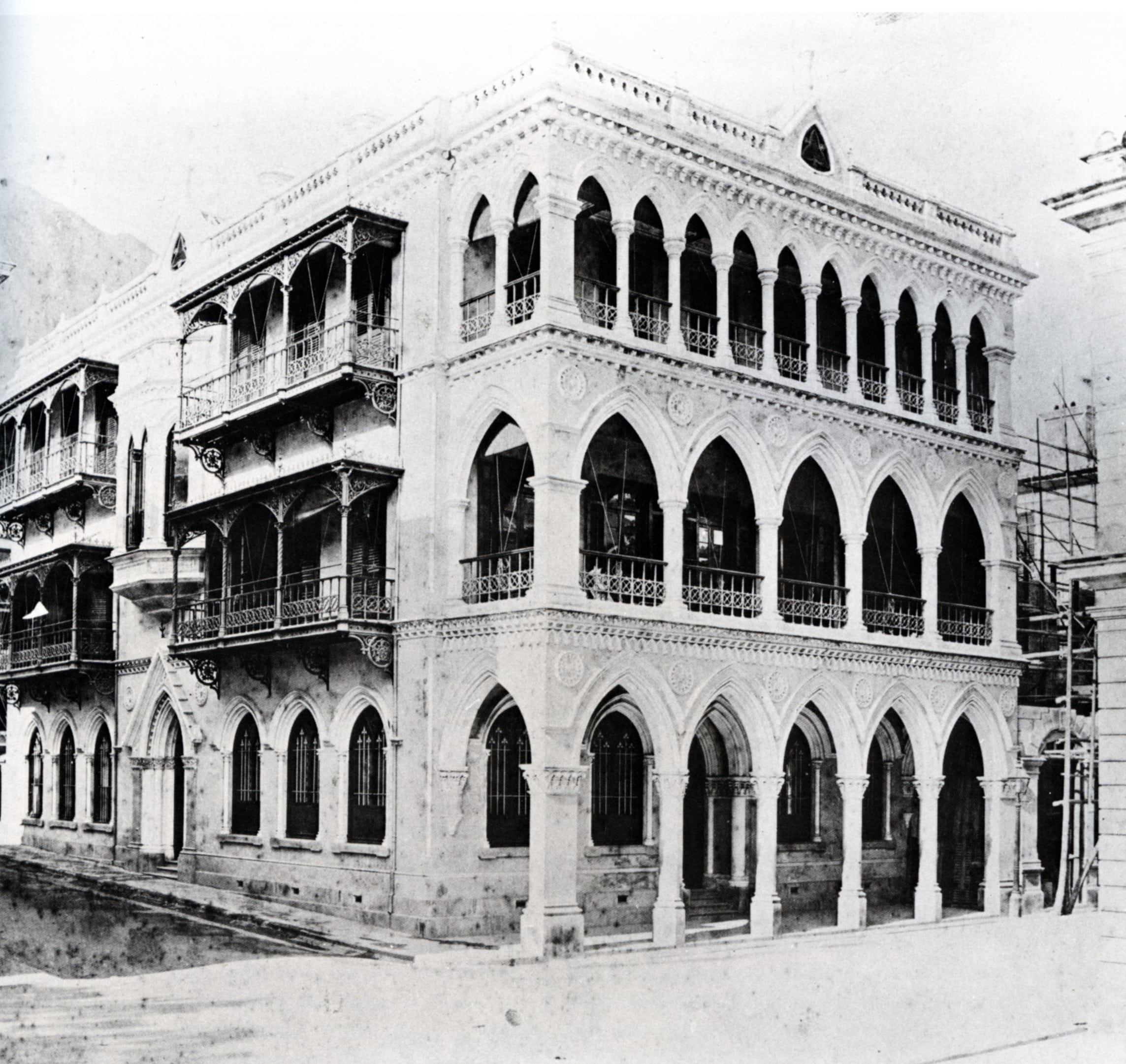
第1世代のスタンダードチャータード銀行ビル（1885年）
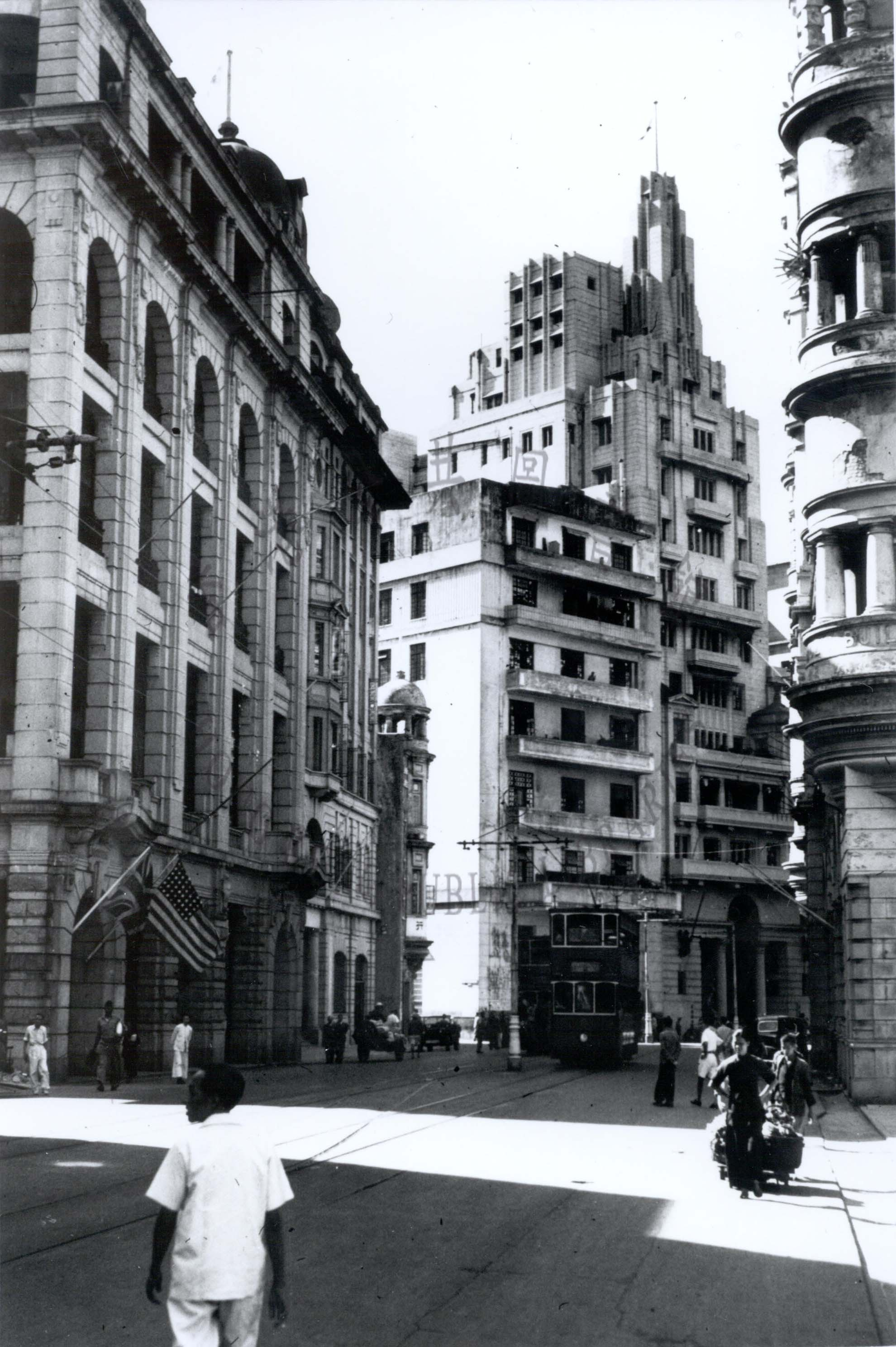
第2世代のスタンダードチャータード銀行ビル（1945年）
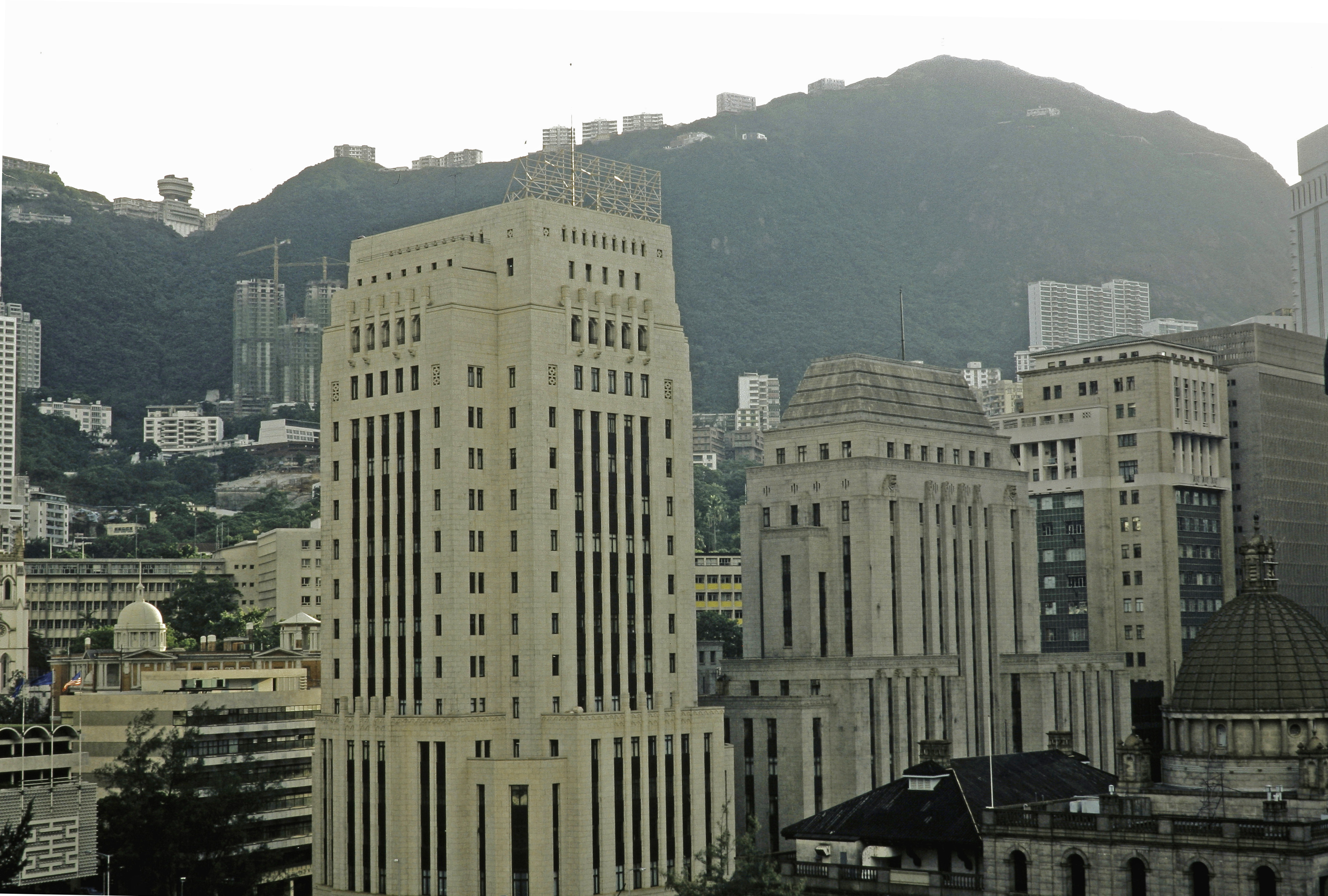
第3世代のスタンダードチャータード銀行ビル（1980年）

## ギャラリー

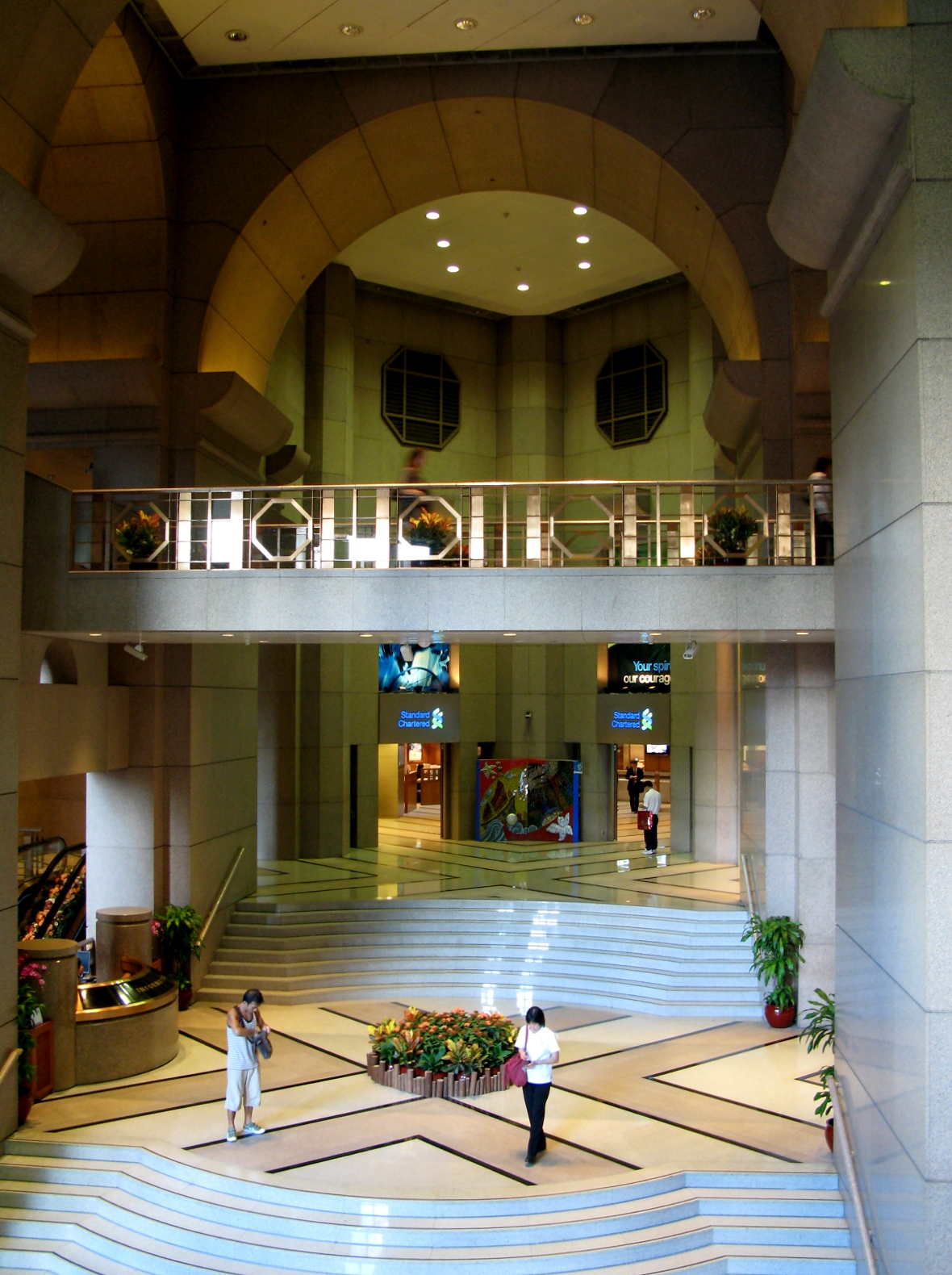
本部ビルのロビー
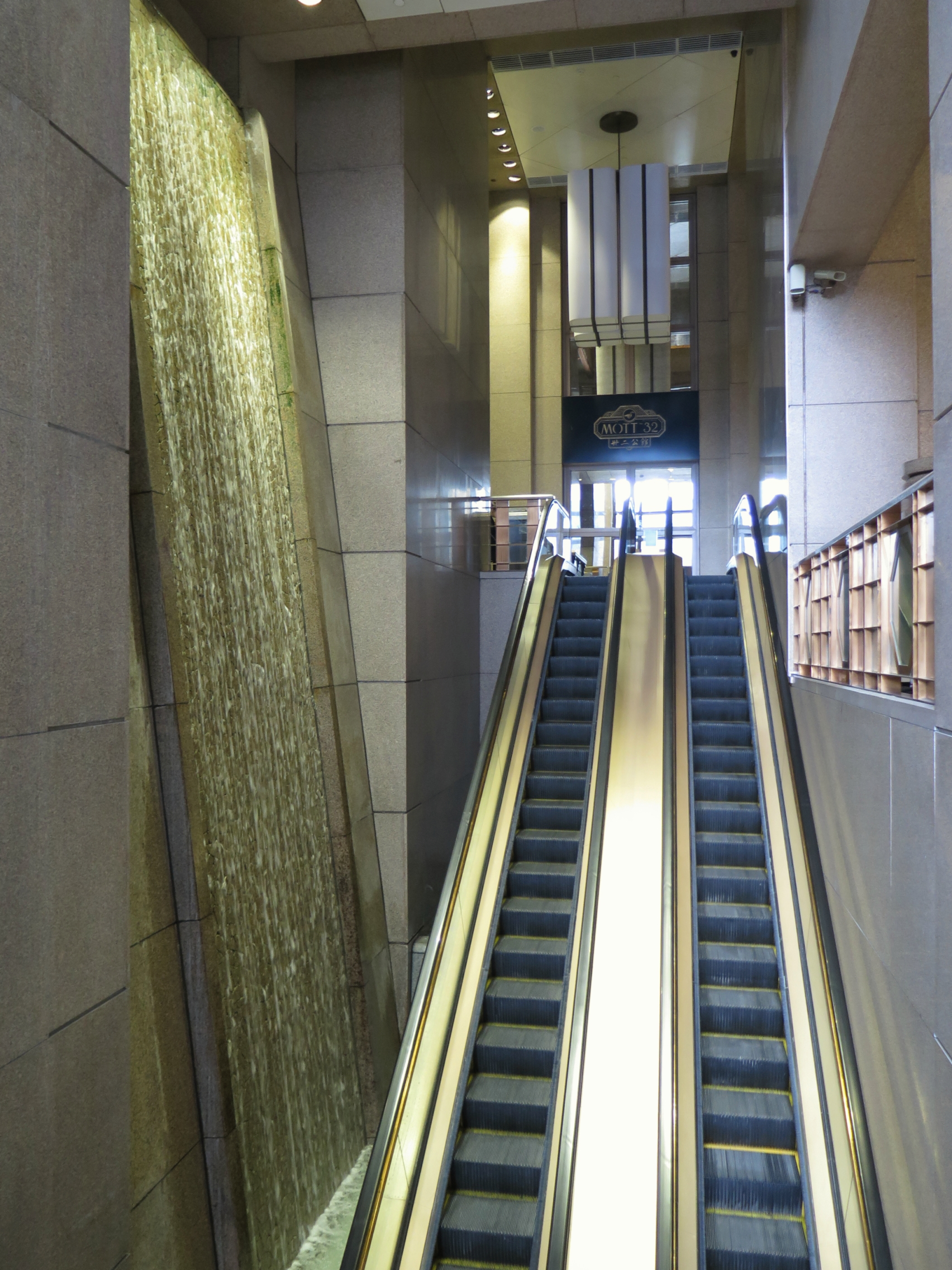
ロビーの滝
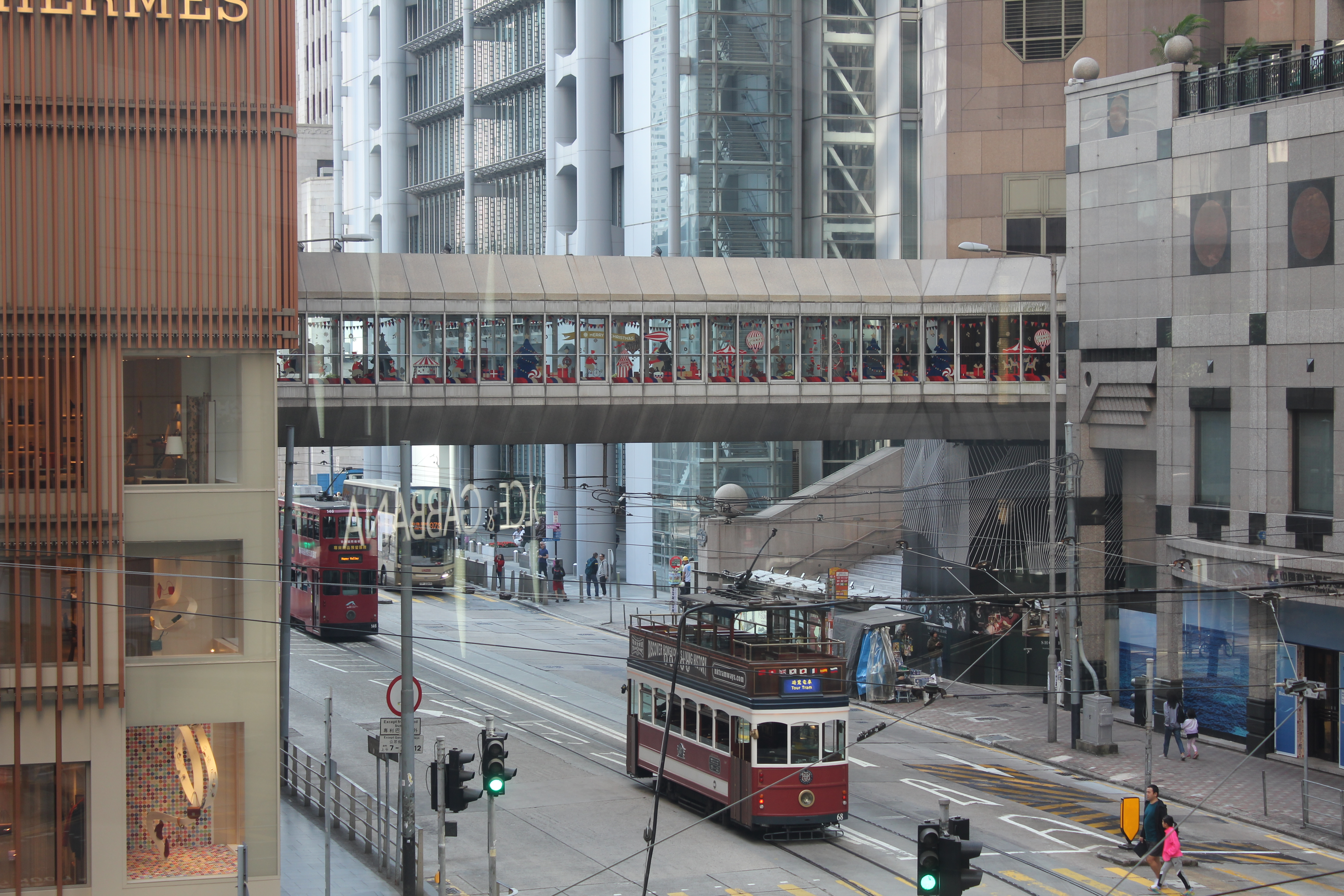
八角形の歩道橋
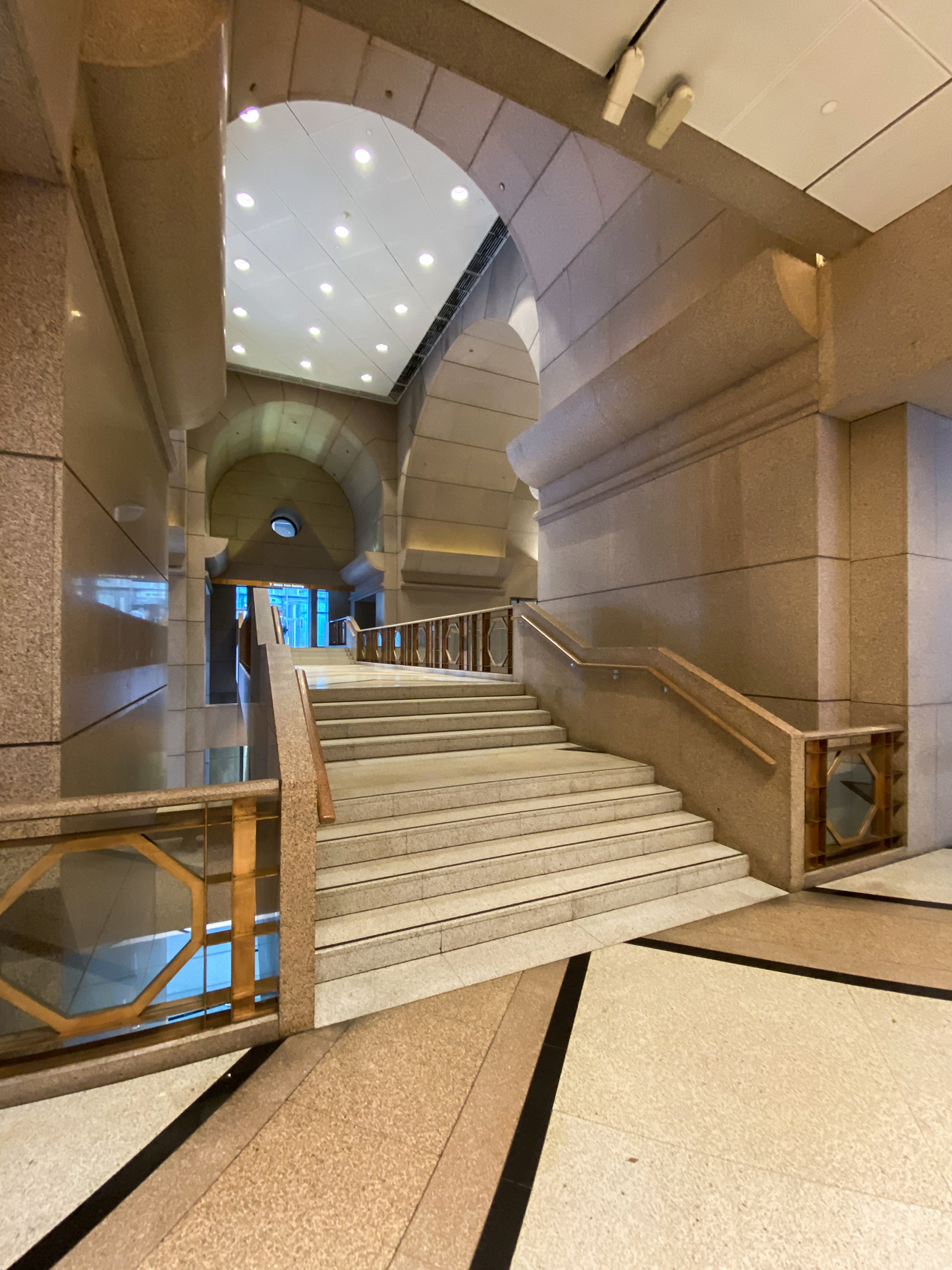
香港上海銀行・香港本店ビルとの跨線橋
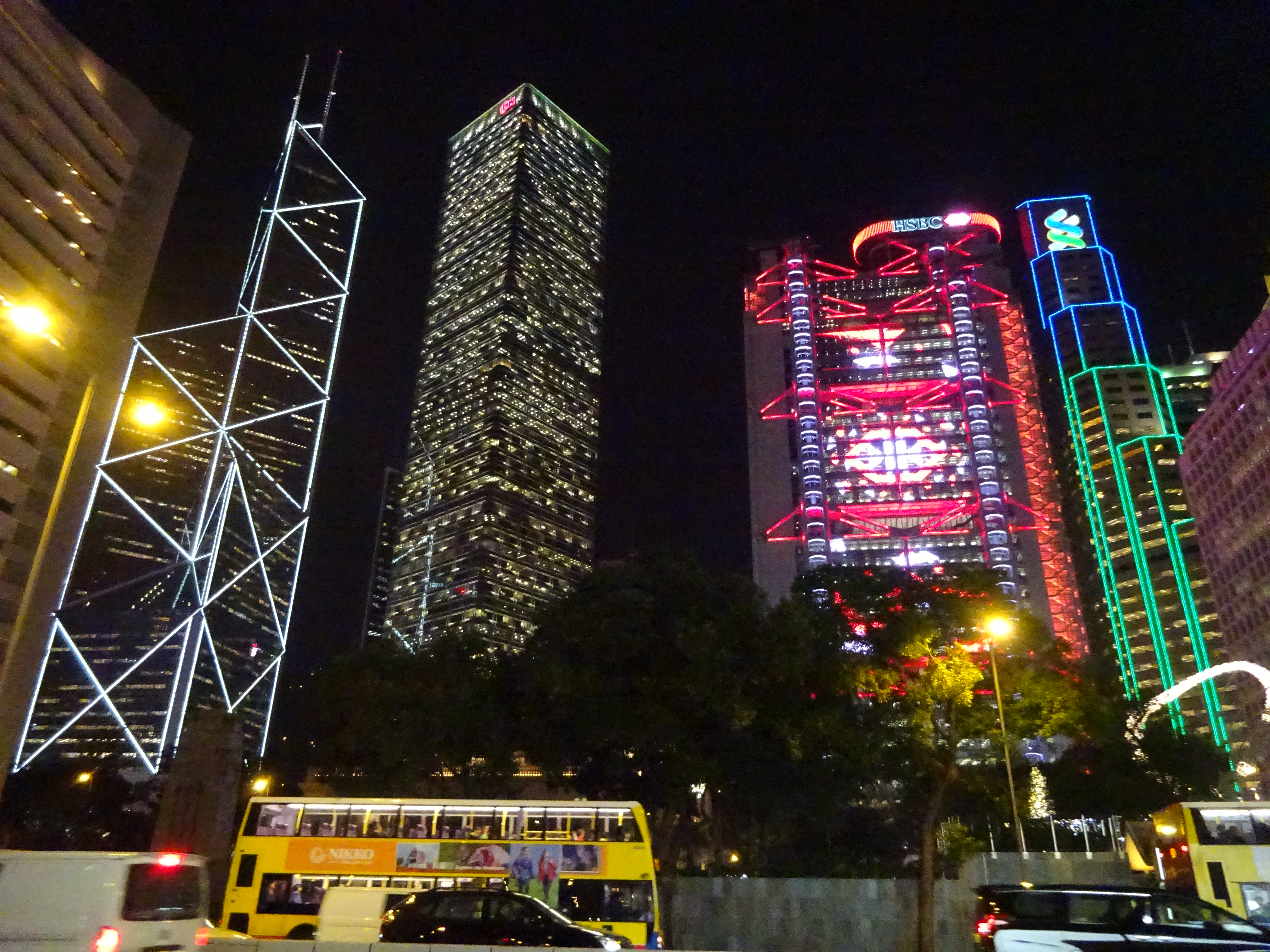
夜の青緑色の外壁照明（右の写真）